# Impleiten
Impleiten ist ein Gemeindeteil von Eurasburg im oberbayerischen Landkreis Bad Tölz-Wolfratshausen.

## Geographie
Die Einöde liegt circa zweieinhalb Kilometer westlich von Beuerberg und ist über die Staatsstraße 2064 zu erreichen. Sie liegt auf einer aus dem Fürstenwalde sanft aufsteigenden Grasleite.

## Geschichte
Der Ortsname geht auf althochdeutsch impi (‚Biene‘) und Leite (‚Hang‘) zurück. 